# Division 1 1971-72
La Division 1 1971-72 fue la 34.ª temporada del fútbol francés profesional. Olympique de Marsella resultó campeón con 56 puntos, obteniendo su cuarto título.

## Equipos participantes
| - AC Ajaccio - Angers SCO - AS Angoulême - SEC Bastia - Bordeaux - Lille OSC - Olympique Lyonnais - Olympique de Marsella - FC Metz - AS Monaco |  | - AS Nancy - FC Nantes - OGC Nice - Nîmes Olympique - Paris Saint-Germain FC - Red Star Paris - Stade de Reims - Stade Rennais FC - AS Saint-Étienne - FC Sochaux-Montbéliard |

## Tabla de posiciones
| Pos. | Equipo                     | Pts. | PJ | G  | E  | P  | GF | GC | Dif. | Clasificación                                |
| ---- | -------------------------- | ---- | -- | -- | -- | -- | -- | -- | ---- | -------------------------------------------- |
| 1    | Olympique de Marseille (C) | 56   | 38 | 24 | 8  | 6  | 78 | 37 | +41  | Clasificado a la Copa de Campeones de Europa |
| 2    | Nîmes Olympique            | 51   | 38 | 21 | 9  | 8  | 76 | 37 | +39  | Clasificado a la Copa de la UEFA             |
| 3    | FC Sochaux-Montbéliard     | 47   | 38 | 21 | 5  | 12 | 57 | 42 | +15  | Clasificado a la Copa de la UEFA             |
| 4    | Angers SCO                 | 45   | 38 | 19 | 7  | 12 | 56 | 40 | +16  | Clasificado a la Copa de la UEFA             |
| 5    | Olympique Lyonnais         | 45   | 38 | 18 | 9  | 11 | 58 | 45 | +13  |                                              |
| 6    | AS Saint-Étienne           | 44   | 38 | 20 | 4  | 14 | 81 | 59 | +22  |                                              |
| 7    | FC Nantes                  | 43   | 38 | 17 | 9  | 12 | 70 | 48 | +22  |                                              |
| 8    | OGC Nice                   | 42   | 38 | 15 | 12 | 11 | 58 | 44 | +14  |                                              |
| 9    | SEC Bastia                 | 42   | 38 | 20 | 2  | 16 | 58 | 57 | +1   | Clasificado a la Recopa de Europa            |
| 10   | AS Nancy                   | 40   | 38 | 14 | 12 | 12 | 56 | 49 | +7   |                                              |
| 11   | Stade Rennais UC           | 38   | 38 | 13 | 12 | 13 | 53 | 54 | −1   |                                              |
| 12   | FCG Bordeaux               | 35   | 38 | 12 | 11 | 15 | 39 | 52 | −13  |                                              |
| 13   | AC Ajaccio                 | 33   | 38 | 12 | 9  | 17 | 49 | 53 | −4   |                                              |
| 14   | FC Metz                    | 33   | 38 | 13 | 7  | 18 | 44 | 49 | −5   |                                              |
| 15   | Stade de Reims             | 31   | 38 | 9  | 13 | 16 | 46 | 69 | −23  |                                              |
| 16   | Paris Saint-Germain FC (D) | 30   | 38 | 10 | 10 | 18 | 51 | 67 | −16  | Descenso a Division 3                        |
| 17   | Red Star FC                | 30   | 38 | 10 | 10 | 18 | 34 | 64 | −30  |                                              |
| 18   | Lille OSC (D)              | 26   | 38 | 8  | 10 | 20 | 43 | 68 | −25  | Descenso a Division 2                        |
| 19   | AS Monaco (D)              | 26   | 38 | 8  | 10 | 20 | 41 | 68 | −27  | Descenso a Division 2                        |
| 20   | AS Angoulême (D)           | 23   | 38 | 8  | 7  | 23 | 39 | 85 | −46  | Descenso a Division 2                        |

 Fuente: footballdatabase.eu
Notas:
1. ↑  El SEC Bastia se clasificó para la Recopa de Europa como subcampeón de la Copa de Francia 1971-72, ya que el ganador de la edición, el Olympique de Marseille, se había clasificado para la Copa de Campeones de Europa a través de su participación en la liga.
2. ↑  El Paris Saint-Germain fue relegado a Division 3 debido a que el club se separó del proyecto que mantenía en conjunto con el Paris FC, este último equipo tomó su lugar para la siguiente temporada ya que contaba con el apoyo del Ayuntamiento parisino y pudo mantener las condiciones necesarias para competir en la Division 1.

## Resultados
| Local \ Visitante      | AJA | ANG | ANU | BAS | BOR | LIL | LYO | MAR | MET | MOC | NAC | NAT | NIC | NIM | PSG | RED | REI | REN | STE | SOC |
| ---------------------- | --- | --- | --- | --- | --- | --- | --- | --- | --- | --- | --- | --- | --- | --- | --- | --- | --- | --- | --- | --- |
| AC Ajaccio             | —   | 1–3 | 3–0 | 2–0 | 3–1 | 0–1 | 2–0 | 1–1 | 1–0 | 3–0 | 3–1 | 4–2 | 0–0 | 0–0 | 3–0 | 1–0 | 2–2 | 1–2 | 2–1 | 1–2 |
| Angers SCO             | 2–1 | —   | 8–1 | 2–0 | 3–1 | 3–1 | 2–1 | 1–0 | 1–1 | 4–1 | 1–1 | 2–1 | 2–0 | 0–0 | 2–0 | 1–0 | 3–2 | 1–1 | 1–1 | 2–0 |
| AS Angoulême           | 1–3 | 1–0 | —   | 2–1 | 3–0 | 3–3 | 2–0 | 2–3 | 1–0 | 2–0 | 1–1 | 2–5 | 1–1 | 0–3 | 3–1 | 0–2 | 2–1 | 0–0 | 3–4 | 0–0 |
| SEC Bastia             | 2–1 | 3–1 | 2–0 | —   | 1–0 | 1–0 | 1–1 | 2–1 | 1–0 | 1–2 | 2–0 | 2–1 | 3–3 | 1–0 | 1–0 | 2–0 | 3–1 | 4–1 | 3–0 | 6–1 |
| FCG Bordeaux           | 1–0 | 1–1 | 2–0 | 2–1 | —   | 3–1 | 0–3 | 0–2 | 0–0 | 3–1 | 1–0 | 2–2 | 2–1 | 1–4 | 2–0 | 2–0 | 1–1 | 2–1 | 0–2 | 0–1 |
| Lille OSC              | 3–1 | 0–1 | 4–2 | 1–0 | 0–0 | —   | 0–1 | 0–2 | 3–0 | 1–1 | 1–1 | 3–0 | 3–3 | 1–1 | 1–3 | 3–1 | 0–0 | 0–0 | 2–0 | 2–3 |
| Olympique Lyonnais     | 2–1 | 1–2 | 2–0 | 3–0 | 2–2 | 1–0 | —   | 3–3 | 2–1 | 2–2 | 3–2 | 1–3 | 2–0 | 3–2 | 3–1 | 5–1 | 5–0 | 0–2 | 2–0 | 1–0 |
| Olympique de Marseille | 1–1 | 2–1 | 3–0 | 0–2 | 3–0 | 3–0 | 1–1 | —   | 3–0 | 4–2 | 1–1 | 2–0 | 1–0 | 3–1 | 4–2 | 6–0 | 0–0 | 1–1 | 2–3 | 3–0 |
| FC Metz                | 3–0 | 0–0 | 1–0 | 2–1 | 1–3 | 4–0 | 1–0 | 1–3 | —   | 4–0 | 0–1 | 3–0 | 1–0 | 3–1 | 2–0 | 3–0 | 3–0 | 1–2 | 0–4 | 0–1 |
| AS Monaco              | 2–2 | 3–0 | 1–0 | 0–1 | 1–2 | 1–1 | 0–1 | 0–1 | 3–2 | —   | 4–2 | 2–1 | 0–2 | 1–1 | 2–1 | 0–0 | 1–1 | 0–1 | 1–2 | 1–3 |
| AS Nancy               | 2–0 | 1–0 | 3–2 | 2–0 | 2–1 | 2–1 | 2–2 | 1–2 | 1–1 | 3–0 | —   | 1–0 | 3–2 | 0–1 | 2–3 | 1–1 | 0–0 | 3–1 | 3–1 | 0–0 |
| FC Nantes              | 2–0 | 1–0 | 5–0 | 4–0 | 0–0 | 2–1 | 2–0 | 1–1 | 5–1 | 1–1 | 2–2 | —   | 4–0 | 2–0 | 6–0 | 1–1 | 0–2 | 4–0 | 4–3 | 2–0 |
| OGC Nice               | 2–0 | 3–1 | 3–0 | 0–1 | 5–1 | 3–1 | 2–1 | 2–0 | 1–1 | 2–0 | 1–0 | 1–1 | —   | 4–0 | 1–1 | 1–0 | 3–0 | 0–0 | 1–2 | 1–2 |
| Nîmes Olympique        | 2–0 | 1–0 | 3–0 | 6–2 | 1–1 | 5–2 | 2–0 | 1–3 | 1–1 | 5–1 | 0–0 | 4–0 | 2–0 | —   | 4–1 | 2–0 | 2–1 | 3–0 | 4–0 | 2–1 |
| Paris Saint-Germain FC | 1–1 | 0–1 | 3–0 | 4–1 | 0–0 | 4–1 | 1–2 | 1–2 | 3–1 | 0–0 | 1–4 | 2–3 | 1–1 | 1–1 | —   | 4–1 | 2–4 | 1–1 | 1–3 | 1–0 |
| Red Star FC            | 3–1 | 2–1 | 1–1 | 2–1 | 1–0 | 0–0 | 1–1 | 2–4 | 1–1 | 1–0 | 1–1 | 0–1 | 1–2 | 1–5 | 0–0 | —   | 1–0 | 2–2 | 1–2 | 2–1 |
| Stade de Reims         | 3–1 | 2–1 | 3–1 | 0–2 | 2–1 | 2–0 | 0–0 | 1–3 | 0–1 | 1–1 | 3–2 | 0–0 | 1–2 | 1–1 | 3–3 | 0–2 | —   | 0–1 | 2–1 | 2–3 |
| Stade Rennais UC       | 1–1 | 3–1 | 2–2 | 1–0 | 2–0 | 5–2 | 0–0 | 1–2 | 3–0 | 1–3 | 3–1 | 1–1 | 2–2 | 0–2 | 1–1 | 2–0 | 4–1 | —   | 2–4 | 0–2 |
| AS Saint-Étienne       | 1–1 | 0–1 | 4–0 | 5–3 | 1–1 | 4–0 | 0–1 | 2–1 | 2–0 | 3–2 | 1–3 | 2–1 | 2–2 | 1–3 | 0–1 | 5–1 | 9–1 | 4–2 | —   | 0–1 |
| FC Sochaux-Montbéliard | 3–1 | 2–0 | 4–1 | 6–1 | 0–0 | 2–0 | 4–0 | 0–1 | 1–0 | 3–1 | 2–1 | 2–0 | 1–1 | 1–0 | 0–2 | 1–2 | 1–1 | 3–2 | 0–2 | —   |

Promovidos de la Division 2, quienes jugarán en la Division 1 1972/73:
- US Valenciennes-Anzin: Campeón de la Division 2, ganador de la Division 2 grupo B
- CS Sedan: Subcampeón, ganador de la Division 2 grupo A
- RC Strasbourg: Subcampeón, ganador de la Division 2 grupo C

## Goleadores
| #  | Jugador           | Nacionalidad        | Club                   | Goles |
| -- | ----------------- | ------------------- | ---------------------- | ----- |
| 1  | Josip Skoblar     | RFS Yugoslavia      | Olympique de Marsella  | 30    |
| 2  | Salif Keïta       | Mali                | AS Saint-Étienne       | 29    |
| 3  | Jacques Vergnes   | Francia             | Nîmes Olympique        | 26    |
| 4  | Delio Onnis       | Argentina           | Stade de Reims         | 22    |
| 5  | Ángel Marcos      | Argentina           | FC Nantes              | 20    |
| 6  | Bernard Lacombe   | Francia             | Olympique Lyonnais     | 19    |
| -  | Hervé Revelli     | Francia             | OGC Nice               | 19    |
| 8  | François M'Pelé   | Congo               | AC Ajaccio             | 17    |
| -  | Fleury Di Nallo   | Francia             | Olympique Lyonnais     | 17    |
| -  | Jacques Bonnet    | Francia             | Nîmes Olympique        | 17    |
| -  | Philippe Piat     | Francia             | FC Sochaux-Montbéliard | 17    |
| 12 | Néstor Combin     | Francia Argentina   | FC Metz                | 16    |
| -  | Erich Maas        | Alemania Occidental | FC Nantes              | 16    |
| -  | Antoine Kuszowski | Francia             | AS Nancy               | 16    |
| -  | Serge Lenoir      | Francia             | Stade Rennais          | 16    |
| 16 | Patrick Revelli   | Francia             | AS Saint-Étienne       | 14    |
| -  | François Félix    | Francia             | SEC Bastia             | 14    |